# Draadzwenkgras
Draadzwenkgras (Festuca heterophylla) is een vaste plant, die behoort tot de grassenfamilie (Poaceae). De soort komt voor in Midden- en Zuid-Europa en is van daaruit verspreid naar Nederland, Zuid-Scandinavië en Groot-Brittannië. Draadzwenkgras staat op de Nederlandse Rode lijst van planten als zeer zeldzaam en stabiel of toegenomen. Het aantal chromosomen 2n = 28.
De polvormende plant wordt 30 - 120 cm hoog. De onderste, 0,3 - 0,5 mm brede bladeren zijn borstelvormig ineengevouwen en scherp driekantig met een scherpe punt. Aan de bovenkant van het blad zit 1 rib. De 2 - 4 mm brede stengelbladeren zijn vlak. Het tongetje is 0,2 mm lang.
Draadzwenkgras bloeit in juni met een 6 - 16 cm lange, rechtopstaande pluim. De 3 - 4 bloemige aartjes zijn 8 - 12 mm lang. Het bovenste kroonkafje is 5,3 mm lang. Het onderste, 7,3 mm lange kroonkafje heeft een 2 - 3 mm lange kafnaald of een kort stekelpuntje. Het bovenste kelkkafje is 5,2 mm lang en het onderste 4,5 mm. De helmhokjes van de vuilviolette meeldraden zijn 3 mm lang.
De vrucht is een 4,5 mm lange, aan de top behaarde graanvrucht.

## Ecologie en verspreiding
Draadzwenkgras staat op licht beschaduwde, droge tot matig vochtige, min of meer voedselrijke, kalkarme tot kalkhoudende, basen- en stikstofrijke , humeuze en neutrale zandige, soms grindige leem- en lössgrond. Ze groeit in lichte loofbossen en kalkgraslanden, in naaldbossen en struwelen, op buitenplaatsen en in parkbossen. Zuid-Limburg valt nog net binnen het areaal van deze typisch Europese soort. Ze is uiterst zeldzaam in Zuid-Limburg zoals al vermoed werd in het verleden maar haar inheemsheid werd toen steeds verworpen. Recent hebben enige vondsten op natuurlijke plaatsen het bewijs daarvoor geleverd, het betreft een tweetal vondsten, zowel in een kalkgrasland als in een nabij gelegen bosrand. Elders in Nederland is ze met graszaad aangevoerd en is op enkele plaatsen ingeburgerd. Draadzwenkgras is goed te herkennen aan haar dichte pollen zonder wortelstokken, de duidelijke verschillen tussen de draadvormig, wortelstandige spruiten en de duidelijk bredere stengelbladen en aan de beharing aan de top van de vruchtbeginsels en de uitgegroeide graanvruchten.

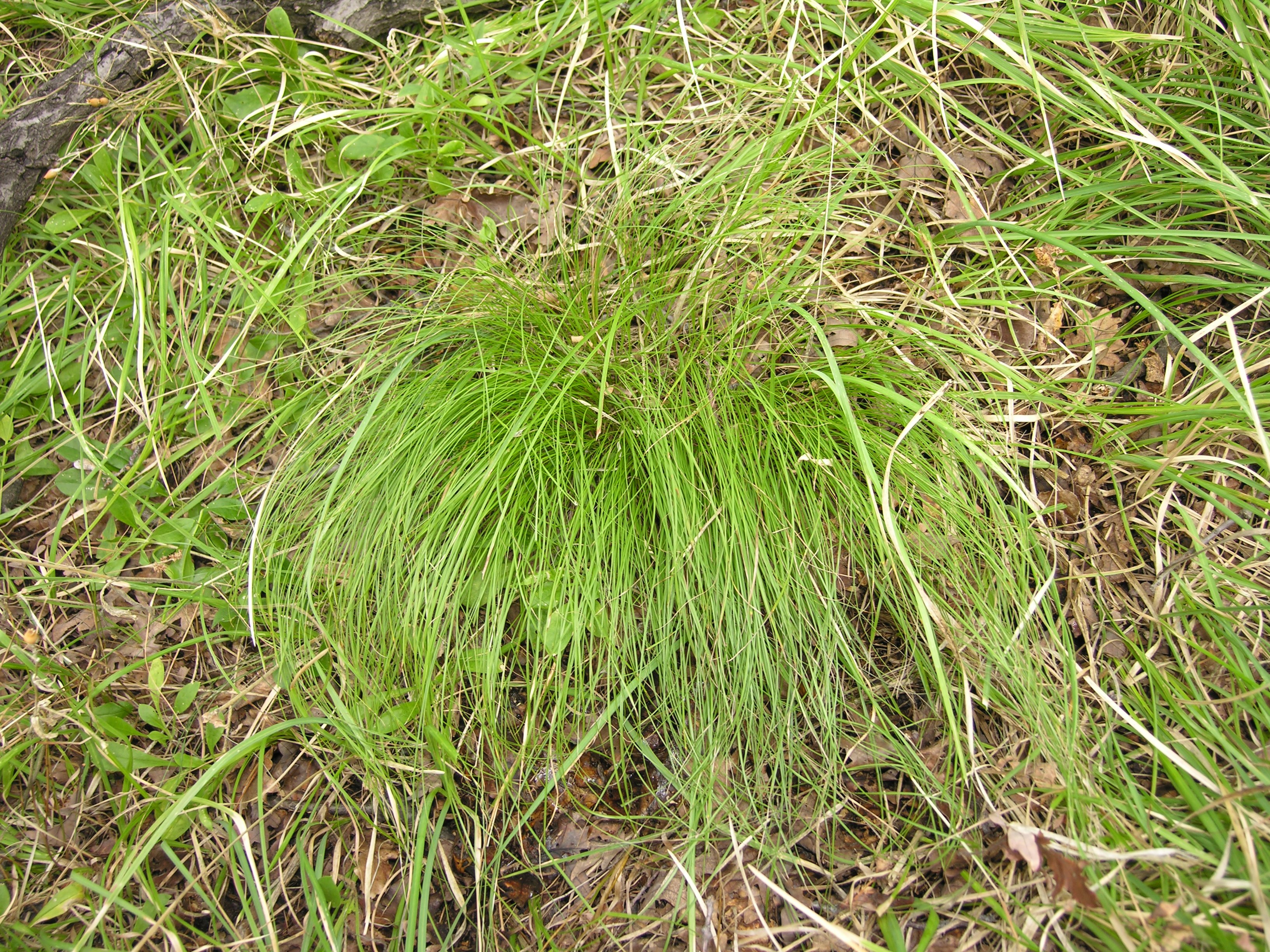
Plant
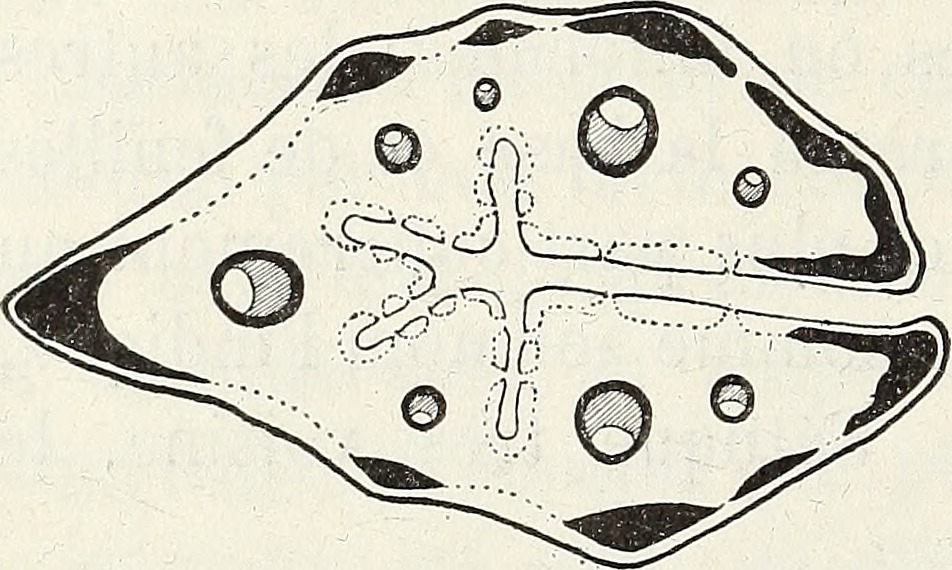
Dwarsdoorsnede blad
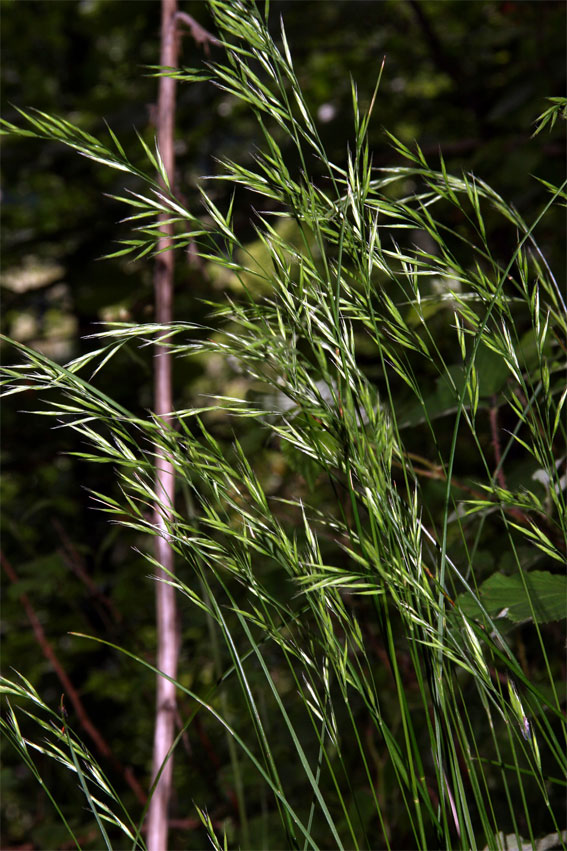
Bloeiwijze
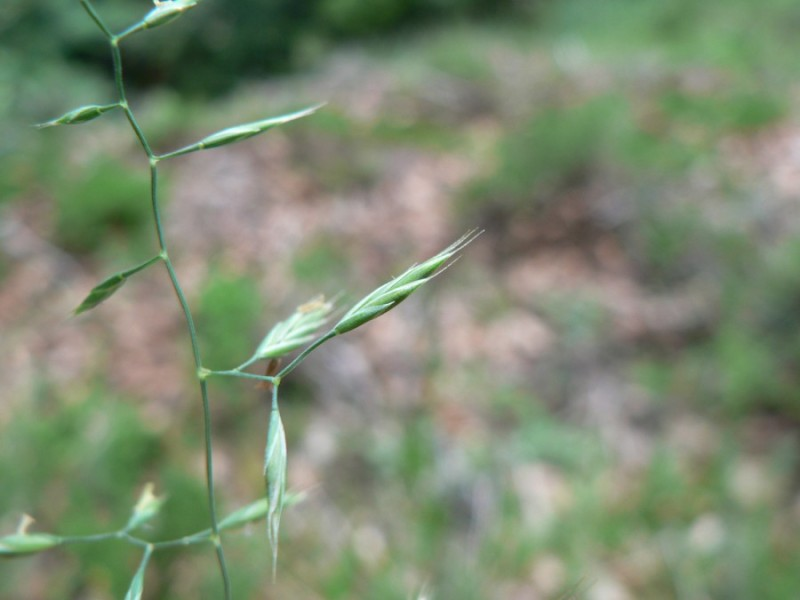
Aartjes
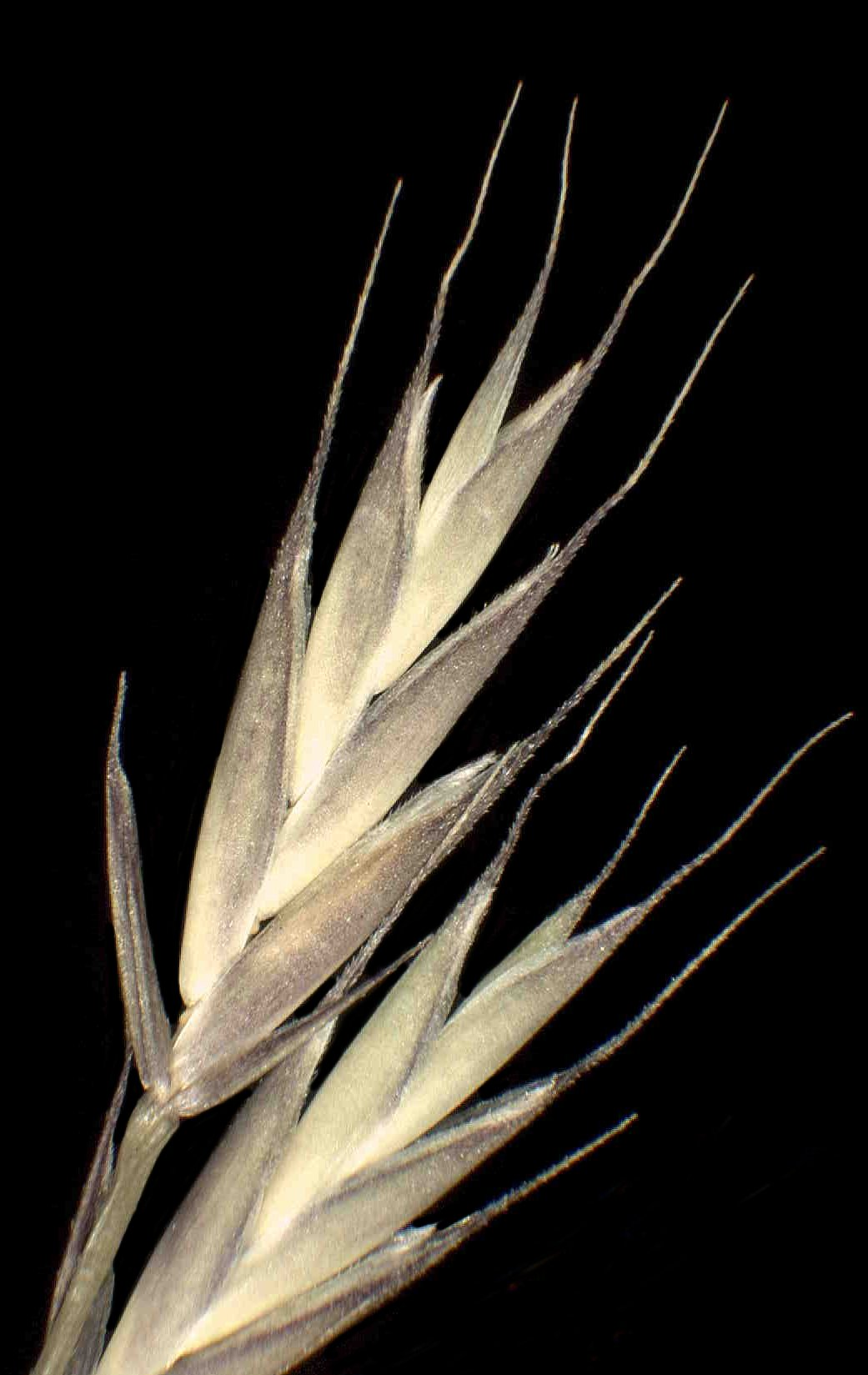
Aartjes
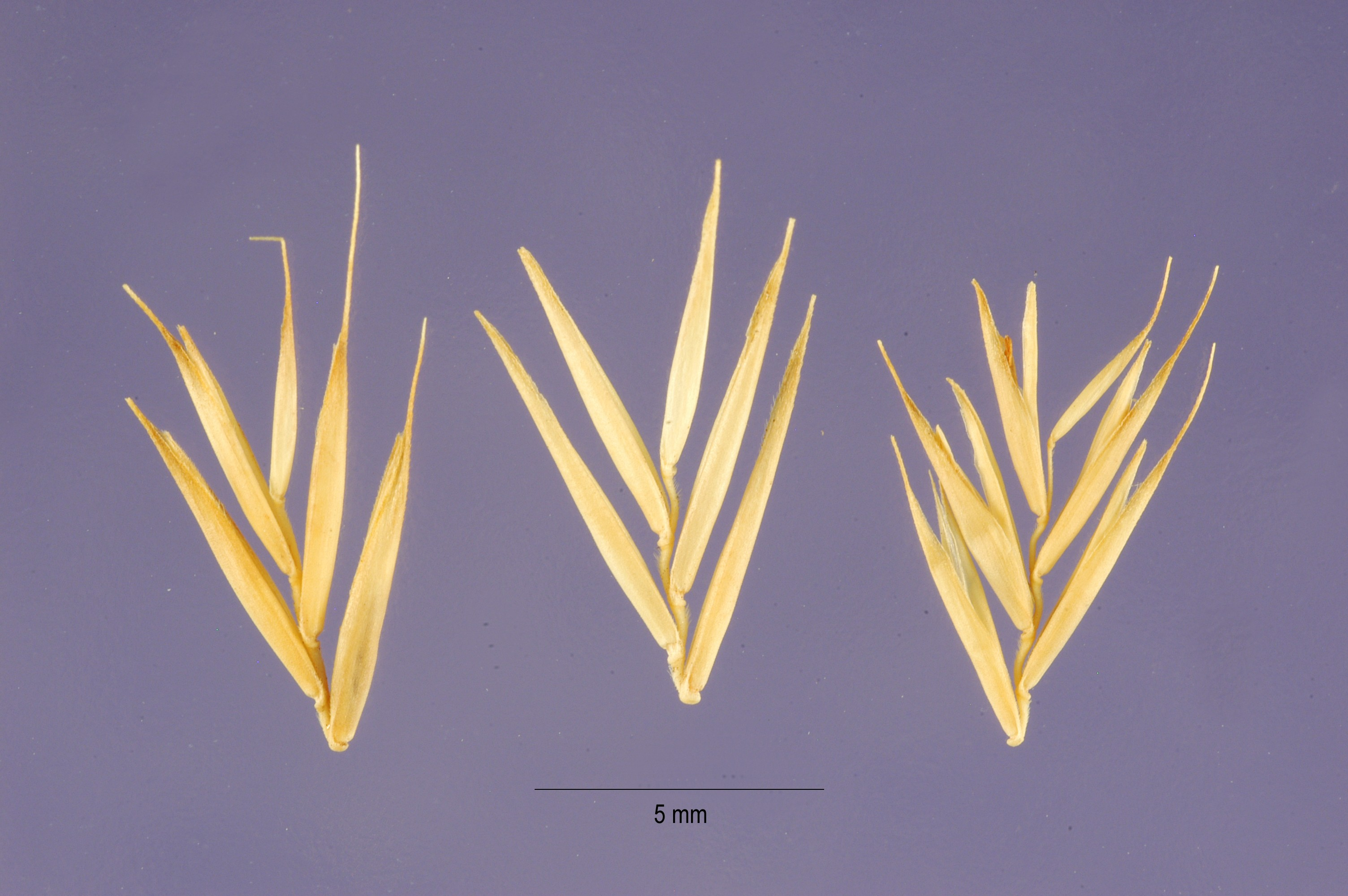
Aarjes
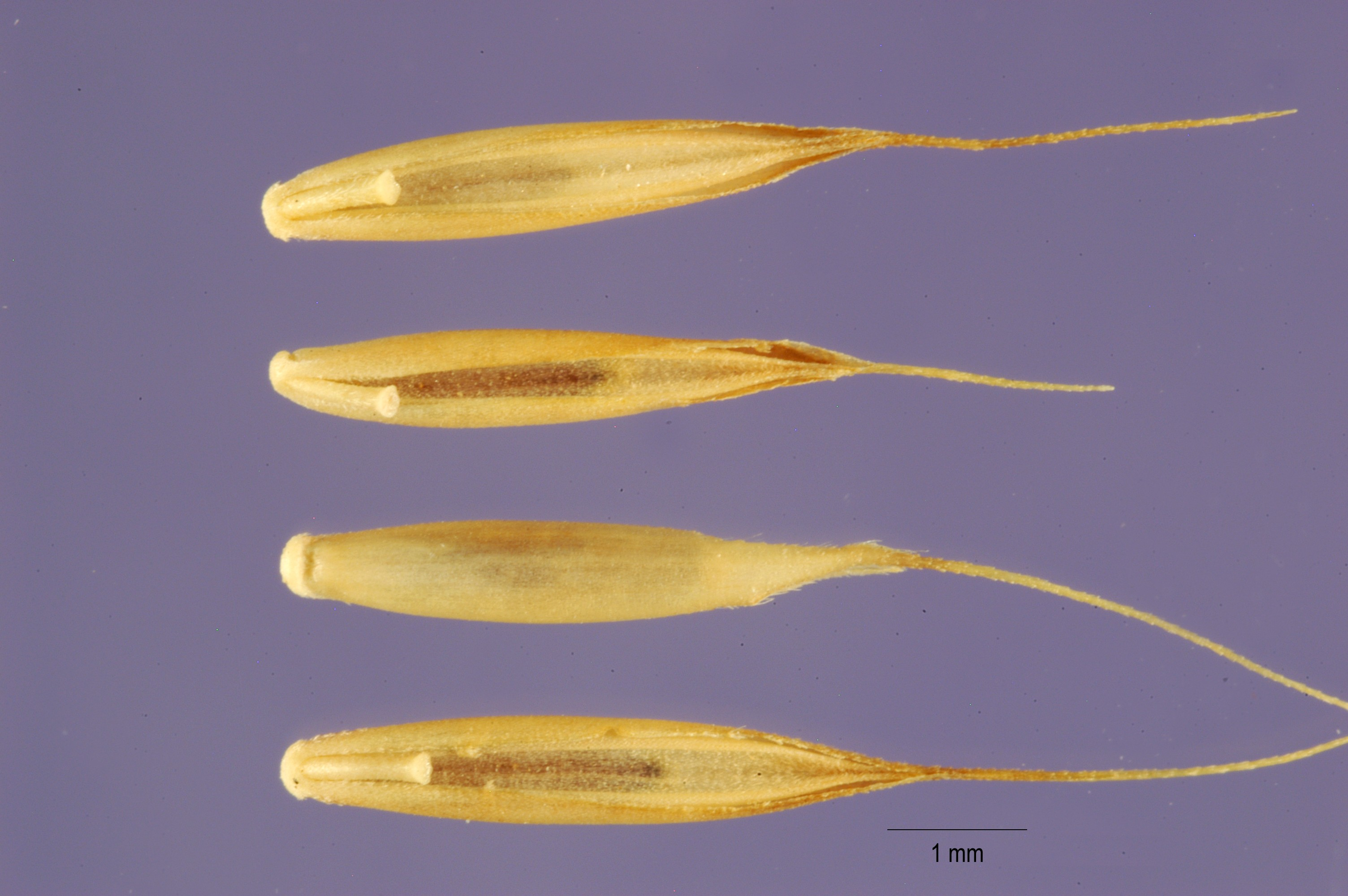
Vruchten
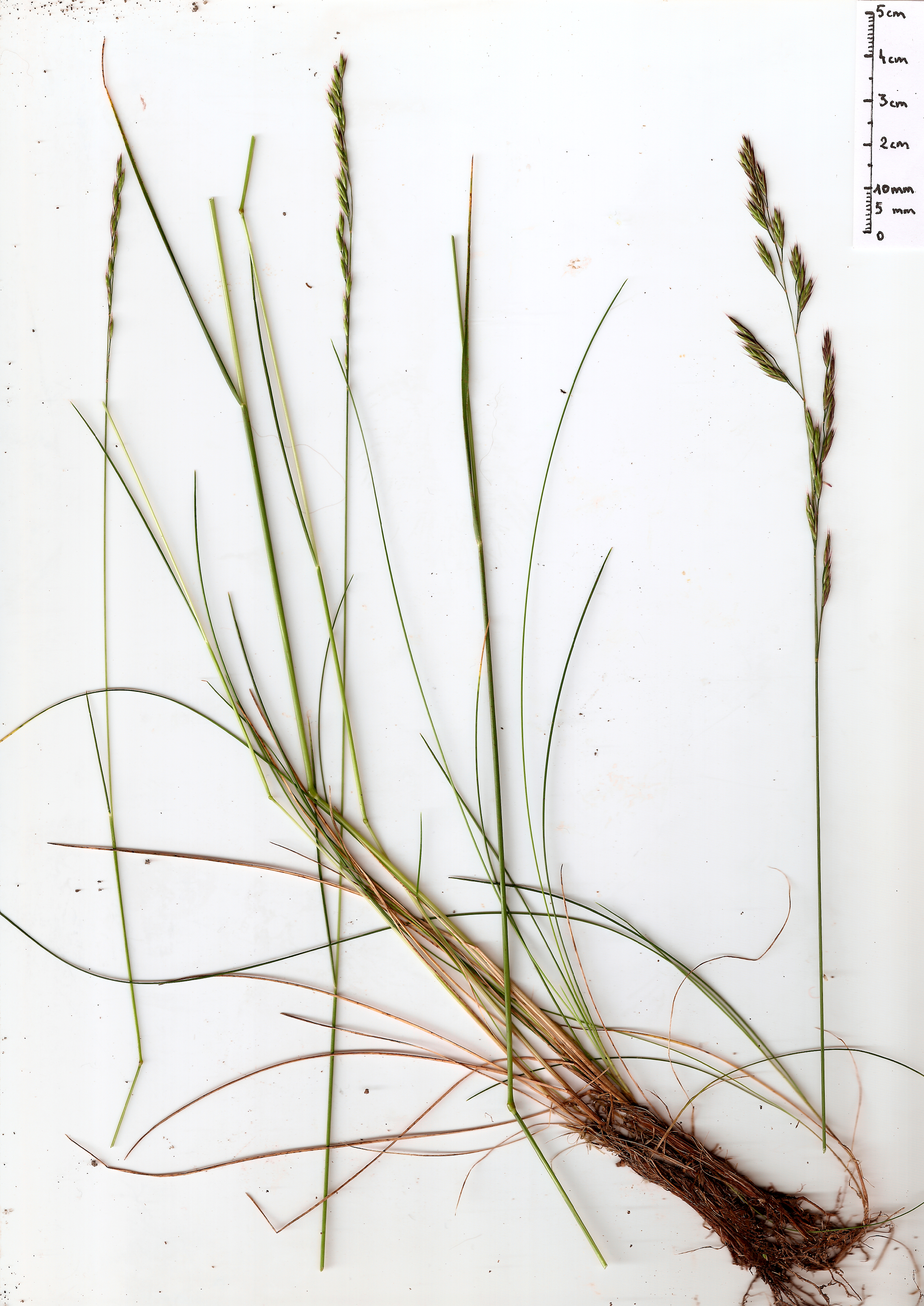
Herbarium exemplaar